# Потапов, Александр Игоревич
Александр Игоревич Потапов (23 ноября 1989, Шиханы, Саратовская область — 30 августа 2022, Изюм, Украина) — российский офицер спецподразделения Росгвардии, старший лейтенант. Герой Российской Федерации (2022, посмертно).

## Биография
Александр родился в городе Шиханы Саратовской области, где окончил в 2007 местную школу, в 2010 году — Вольский педагогический колледж, получил квалификацию учителя физкультуры. В июле 2010 года был призван в 604-й центр специального назначения «Витязь» отдельной дивизии оперативного назначения Внутренних войск МВД РФ в Балашихе. В 2011 году подписал контракт и продлил службу в своем подразделении, которое в 2016 году было передано Росгвардии. В 2015 году получил право на ношение крапового берета, в том же году заочно окончил Институт финансов и права в Махачкале по специальности «Юриспруденция». После начала военной операции РФ в Сирии был откомандирован в страну.
Инструктор группы специального назначения «Витязь», старший лейтенант Александр Потапов погиб 30 августа 2022 года в ходе боев в Изюме.
Похоронен в Балашихе.

## Память
- В Балашихе в 2023 году именем Александра Потапова была названа улица[2][3]. На этой же улице в доме № 5 была установлена мемориальная доска.
- В Пятигорске на фасаде Пятигорского государственного университета в декабре 2023 года открыли мурал памяти Герою России[4].

## Награды и звания
- Герой Российской Федерации (от 29 сентября 2022)
- Медаль «За отвагу»
- Медаль Суворова